# Rio Calul (Bicaz)
O Rio Calul é um rio da Romênia, afluente do Veleşchia, localizado no distrito de Harghita.